# Domènec Torrent Font
Domènec Torrent i Font (Santa Coloma de Farners, 14 de juliol de 1962) és un entrenador i exjugador de futbol català. Actualment dirigeix el Club de Fútbol Monterrey.
Després de jugar i entrenar a nivell amateur, Torrent es va convertir en assistent de Pep Guardiola al FC Barcelona, al Bayern de Múnic i al Manchester City. Després va dirigir com a entrenador principal al New York City FC, Flamengo i Galatasaray SK.

## Carrera com a jugador
Nascut a Santa Coloma de Farners, Catalunya, Torrent va jugar com a migcampista. Es va incorporar a la UE Olot l'any 1980 procedent del CE Farners; l'Olot va pagar el seu traspàs organitzant un amistós contra el seu antic club. Va marxar d'Olot l'any 1983, i posteriorment es va incorporar a l'AD Guíxols, on es va retirar amb només 27 anys per ser entrenador.

## Carrera com a entrenador

### Primers anys
Torrent va començar la seva carrera d'entrenador l'any 1991 amb el CE Farners de la seva ciutat natal, i va liderar el club a l'ascens a la Regional Preferent el 1994. Va anunciar que deixaria el club el maig de 1996, i posteriorment es va fer càrrec de la UD Cassà, també de regional preferent, al juliol. El juliol de 1997, Torrent va ser nomenat al capdavant de l'AE Roses, encara a la mateixa categoria. Va presentar la seva dimissió al novembre, que va ser rebutjada per la junta del club, però va acabar essent acomiadat el gener següent.
El maig de 1998, Torrent va ser nomenat entrenador del FC Palafrugell a la Primera Catalana; amb l'equip va aconseguir l'ascens a Tercera Divisió l'any 2000, i va portar el club a la sisena posició a la campanya 2001–02, la millor de la seva història. El juliol de 2003, Torrent va ser nomenat entrenador del Palamós de la Segona Divisió B. però va patir el descens al final de la la temporada; posteriorment va deixar el club el maig següent. El 29 de març de 2005, va ser nomenat entrenador dels companys de tercera divisió Girona FC, en substitució de Josep María Nogués, però no va poder evitar el descens.

### Treball amb en Guardiola
L'any 2007, després de dirigir el Girona, Torrent es va incorporar a la plantilla de Pep Guardiola al FC Barcelona B, inicialment per treballar com a analista tàctic. Després de l'ascens a tercera divisió i el posterior nomenament de Guardiola com a entrenador del primer equip el maig del 2008, Torrent també va pujar al primer equip amb la mateixa funció. Torrent va romandre amb Guardiola quan aquest es va traslladar al FC Bayern de Múnic i al Manchester City FC, guanyant 24 trofeus en onze anys junts.

### New York City
L'11 de juny de 2018, Torrent, que tenia el desig de tornar a ser entrenador principal, va ser nomenat nou entrenador del New York City FC, de la Major League Soccer, en substitució de Patrick Vieira. Va signar un contracte de tres anys fins a la temporada 2020. El seu primer partit professional va tenir lloc el 24 de juny, quan el NYCFC va derrotar el Toronto FC per 2–1 al Yankee Stadium. En els playoffs de la Copa MLS 2018, el seu equip va perdre 4–1 en total a les semifinals de la Eastern Conference davant els eventuals campions Atlanta United FC.
El 8 de novembre de 2019, el New York City FC i Torrent van acordar separar-se. Va deixar el club després d'aconseguir un rècord de franquícia de 64 punts la temporada 2019, classificant-se també per a la següent Lliga de Campions CONCACAF. L'equip va ser eliminat a la mateixa etapa de la MLS Cup 2019 per Toronto.

### Flamengo
El 31 de juliol de 2020, Torrent va ser nomenat a càrrec del campió vigent del Campeonato Brasileiro Série A, el Flamengo després d'acordar un contracte d'un any i mig. Va perdre 1-0 en el seu debut contra l'Atlético Mineiro a l'Estadi Maracanã. A la Copa Libertadores, els defensors del títol van guanyar el seu grup malgrat la derrota per 5-0 contra el C.S.D. Independiente del Valle el 17 de setembre.
El 9 de novembre, després d'una derrota per 4-0 fora de casa contra l'Atlético Mineiro, Torrent va ser rellevat de les seves funcions. Deixava el club el tercer classificat.

### Galatasaray
L'11 gener de 2022, el president del Galatasaray Burak Elmas va anunciar el nomenament de Torrent com a nou entrenador del Galatasaray, succeint la icona del club Fatih Terim, en un moment en què era el 12è classificat. Va fer el seu debut a la Süper Lig cinc dies després en una derrota per 4-2 contra l'Hatayspor.

## Palmarès

### Entrenador assistent
FC Barcelona B
- Tercera Divisió: 2007–08[29]

FC Barcelona
- La Liga: 2008–09,[29] 2009–10, 2010–11
- Copa del Rei: 2008–09,[29] 2011–12
- Supercopa d'Espanya: 2009, 2010, 2011
- Lliga de Campions de la UEFA: 2008–09,[29] 2010–11
- Supercopa d'Europa de futbol: 2009, 2011
- Campionat del Món de Clubs de futbol: 2009, 2011

Bayern de Múnic
- Bundesliga: 2013–14, 2014–15, 2015–16[29]
- DFB-Pokal: 2013–14, 2015–16
- UEFA Super Cup: 2013
- FIFA Club World Cup: 2013

Manchester City
- Premier League: 2017–18[29]
- EFL Cup: 2017–18[30]